# Tressignaux
Tressignaux (/tʁe.si.ɲo/) (Tresigne en breton, Trisignala en latin) est une commune française située dans le département des Côtes-d'Armor en région Bretagne. Tressignaux appartient au pays historique du Goëlo.

## Géographie
Petite commune des Côtes-d'Armor, située, en voiture, à 15 min de Guingamp, 20 min de Saint-Brieuc, et 10 min de la mer (en particulier Plouha, Saint-Quay-Portrieux, Binic et Étables-sur-Mer).
|          | Lanvollon   | Pléguien  |
| Goudelin | Tressignaux |           |
| Bringolo | Plélo       | Tréguidel |

### Hydrographie
Pour un article plus général, voir Réseau hydrographique des Côtes-d'Armor.
La commune est située dans le bassin Loire-Bretagne. Elle est drainée par le Leff et un autre petit cours d'eau,.
Le Leff, d'une longueur de 62 km, prend sa source dans la commune du Leslay et se jette  dans le Trieux en limite de Quemper-Guézennec et de Plourivo, après avoir traversé 19 communes. 

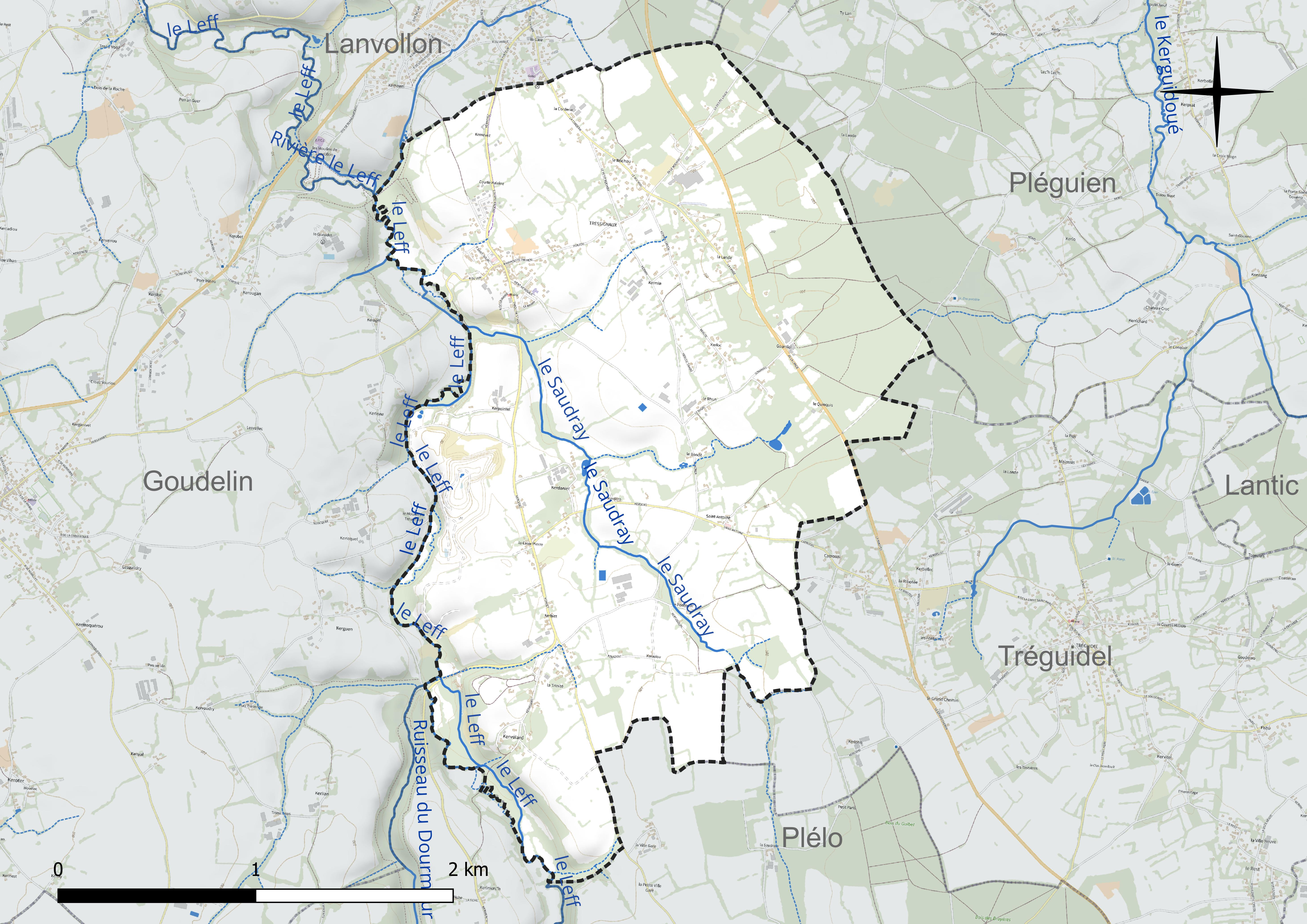
Réseau hydrographique de Tressignaux.

### Climat
Pour des articles plus généraux, voir Climat de la Bretagne et Climat des Côtes-d'Armor.
En 2010, le climat de la commune est de type climat océanique franc, selon une étude du CNRS s'appuyant sur une série de données couvrant la période 1971-2000. En 2020, Météo-France publie une typologie des climats de la France métropolitaine dans laquelle la commune est exposée à un climat océanique et est dans la région climatique  Finistère nord, caractérisée par une pluviométrie élevée, des températures douces en hiver (6 °C), fraîches en été et des vents forts. Parallèlement l'observatoire de l'environnement en Bretagne publie en 2020 un zonage climatique de la région Bretagne, s'appuyant sur des données de Météo-France de 2009. La commune est, selon ce zonage, dans la zone « Intérieur », exposée à un climat médian, à dominante océanique.
Pour la période 1971-2000, la température annuelle moyenne est de 11,2 °C, avec  une amplitude thermique annuelle de 10,7 °C. Le cumul annuel moyen de précipitations est de 796 mm, avec 13,3 jours de précipitations en janvier et 6,8 jours en juillet. Pour la période 1991-2020, la température moyenne annuelle observée sur la station météorologique la plus proche, située sur la commune de Lanleff à 10 km à vol d'oiseau, est de 11,7 °C et le cumul annuel moyen de précipitations est de 845,9 mm,. Pour l'avenir, les paramètres climatiques de la commune estimés pour 2050 selon différents scénarios d’émission de gaz à effet de serre sont consultables sur un site dédié publié par Météo-France en novembre 2022.

## Urbanisme

### Typologie
Au 1er janvier 2024, Tressignaux est catégorisée commune rurale à habitat dispersé, selon la nouvelle grille communale de densité à 7 niveaux définie par l'Insee en 2022.
Elle appartient à l'unité urbaine de Lanvollon, une agglomération intra-départementale dont elle est une commune de la banlieue,. La commune est en outre hors attraction des villes,.

### Occupation des sols
L'occupation des sols de la commune, telle qu'elle ressort de la base de données européenne d’occupation biophysique des sols Corine Land Cover (CLC), est marquée par l'importance des territoires agricoles (64 % en 2018), en diminution par rapport à 1990 (76,5 %). La répartition détaillée en 2018 est la suivante : 
terres arables (35,9 %), zones agricoles hétérogènes (28,1 %), forêts (23,9 %), zones urbanisées (8,8 %), mines, décharges et chantiers (3,3 %). L'évolution de l’occupation des sols de la commune et de ses infrastructures peut être observée sur les différentes représentations cartographiques du territoire : la carte de Cassini (XVIIIe siècle), la carte d'état-major (1820-1866) et les cartes ou photos aériennes de l'IGN pour la période actuelle (1950 à aujourd'hui).

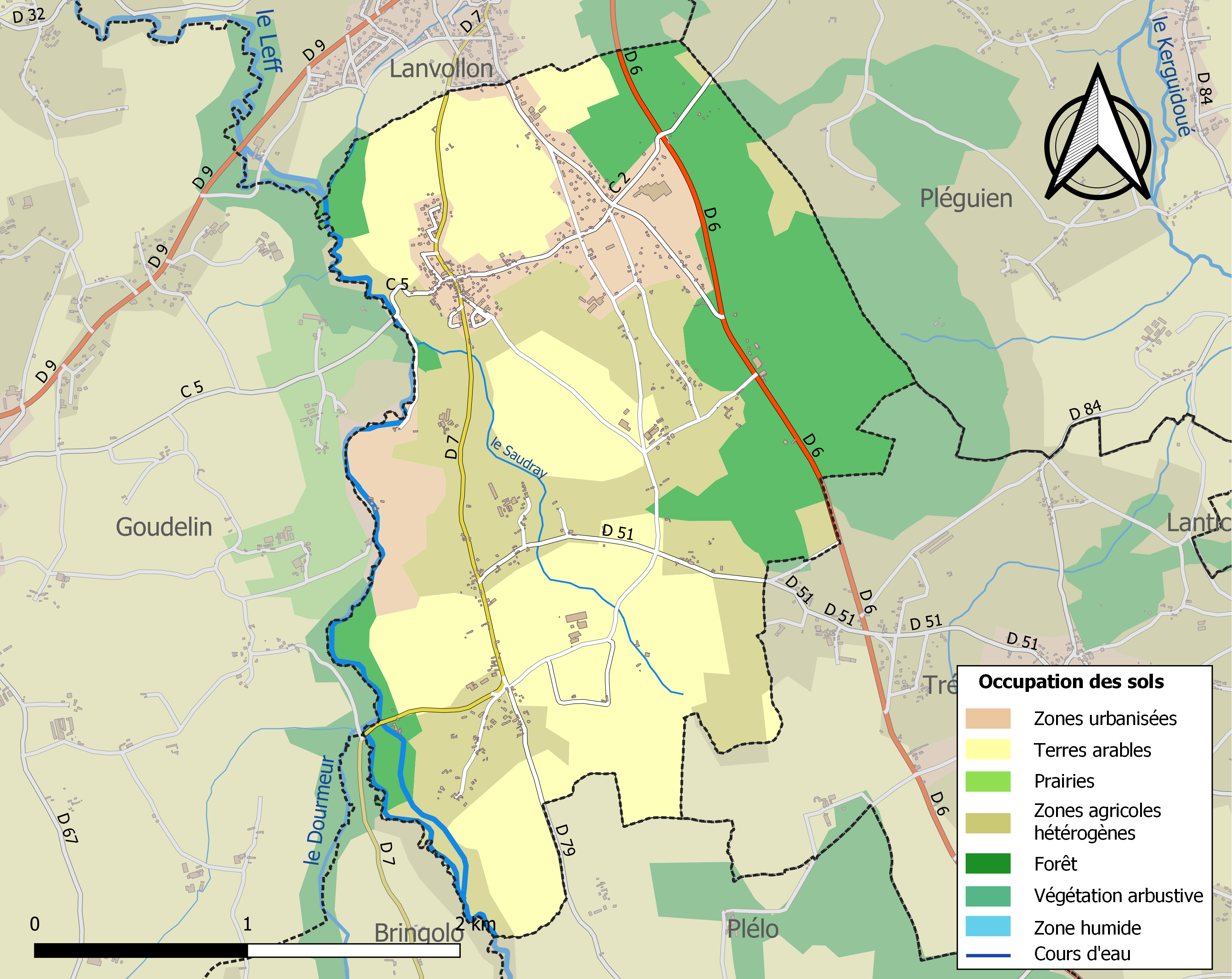
Carte des infrastructures et de l'occupation des sols de la commune en 2018 (CLC).

## Toponymie
Le nom de la localité est attesté sous les formes Tressinau en 1233, Ecclesia de Tressiniau vers 1330, Tresseniau en 1385, Tresigneau en 1505, Tresineau en 1541, Tresinaneau en 1569, Treseigneau et Tressigneau en 1583, Treseigneaou en 1599, Tresegneau en 1602, Trisignaou en 1611, Tresigneaux et Treseignaulx en 1618, Tresseniau en 1619, Tresseigneaux en 1657, Tressignau en 1673.

Tressignaux existe depuis l’arrêté du 14 février 1802.
Tressignaux vient de l’ancien breton treb (village) et Seignaux, le « village de Seignaux ».

## Histoire

### Le Moyen Âge
Sous l’ancien régime, Tressignaux était une paroisse appartenant à l’évêché de Saint-Brieuc et au comté du Goëlo.

### LeXXesiècle

#### La Première  Guerre mondiale
Le monument aux morts de Tressignaux porte les noms de 33 soldats morts pour la Patrie pendant la Première Guerre mondiale.

#### La Seconde Guerre mondiale
Le monument aux morts porte les noms de 9 personnes mortes pour la France durant la Seconde Guerre mondiale.
Henri Venner, né à Plouigneau, mais qui habite Tressignaux (âgé de 102 ans en 2024), fut résistant FFL.

#### L'après Seconde Guerre mondiale
Un soldat, Yves Le Chevanche, originaire de Tressignaux est mort durant la guerre d'Indochine.

## Politique et administration
| Période                                  | Période                   | Identité         | Étiquette     | Qualité                                                                                              |
| ---------------------------------------- | ------------------------- | ---------------- | ------------- | --- |
| Les données manquantes sont à compléter. |                           |                  |               | |
| ca. 1914                                 |                           | M. Montjarret    |               | Cultivateur                                                                                          |
| Les données manquantes sont à compléter. |                           |                  |               | |
| mai 1953                                 | mars 1965                 | François Le Meur |               | |
| mars 1965                                | mars 1971                 | Jean Chevance    |               | |
| mars 1971                                | juin 1991 (démission)     | Pierre Le Mézec  | DVG (PS app.) | Agriculteur                                                                                          |
| août 1991                                | mars 2001                 | Joachim Poulouin |               | Retraité de la marine marchande Élu à la suite d'une élection municipale partielle                   |
| mars 2001                                | mars 2014                 | Pierre Melguen   | DVG           | Retraité de l'Équipement Vice-président de la CC Lanvollon - Plouha                                  |
| mars 2014                                | En cours (au 25 mai 2020) | Jean-Luc Guégan  | DVG           | Agriculteur 12e vice-président de Leff Armor Communauté (2017 → 2020) Réélu pour le mandat 2020-2026 |

## Démographie
L'évolution du nombre d'habitants est connue à travers les recensements de la population effectués dans la commune depuis 1793. Pour les communes de moins de 10 000 habitants, une enquête de recensement portant sur toute la population est réalisée tous les cinq ans, les populations de référence des années intermédiaires étant quant à elles estimées par interpolation ou extrapolation. Pour la commune, le premier recensement exhaustif entrant dans le cadre du nouveau dispositif a été réalisé en 2007.

En 2022, la commune comptait 682 habitants, en évolution de +0,74 % par rapport à 2016 (Côtes-d'Armor : +1,78 %, France hors Mayotte : +2,11 %).
| 1793 | 1800 | 1806 | 1821 | 1831 | 1836 | 1841 | 1846 | 1851 |
| ---- | ---- | ---- | ---- | ---- | ---- | ---- | ---- | ---- |
| 719  | 934  | 725  | 744  | 808  | 813  | 821  | 900  | 906  |

| 1856 | 1861 | 1866 | 1872 | 1876 | 1881 | 1886 | 1891 | 1896 |
| ---- | ---- | ---- | ---- | ---- | ---- | ---- | ---- | ---- |
| 890  | 928  | 958  | 884  | 842  | 838  | 811  | 792  | 755  |

| 1901 | 1906 | 1911 | 1921 | 1926 | 1931 | 1936 | 1946 | 1954 |
| ---- | ---- | ---- | ---- | ---- | ---- | ---- | ---- | ---- |
| 773  | 655  | 592  | 527  | 580  | 505  | 516  | 488  | 454  |

| 1962 | 1968 | 1975 | 1982 | 1990 | 1999 | 2006 | 2007 | 2012 |
| ---- | ---- | ---- | ---- | ---- | ---- | ---- | ---- | ---- |
| 465  | 445  | 427  | 470  | 512  | 534  | 563  | 567  | 644  |

| 2017 | 2022 | - | - | - | - | - | - | - |
| ---- | ---- | - | - | - | - | - | - | - |
| 682  | 682  | - | - | - | - | - | - | - |

## Lieux et monuments
Tressignaux possède deux édifices classés aux monuments historiques :
- croix monumentale du XVIIIe siècle[25] ;
- chapelle Saint-Antoine du XVe et XVIe siècles[26].

Autres monuments
- Église Saint-Suliac

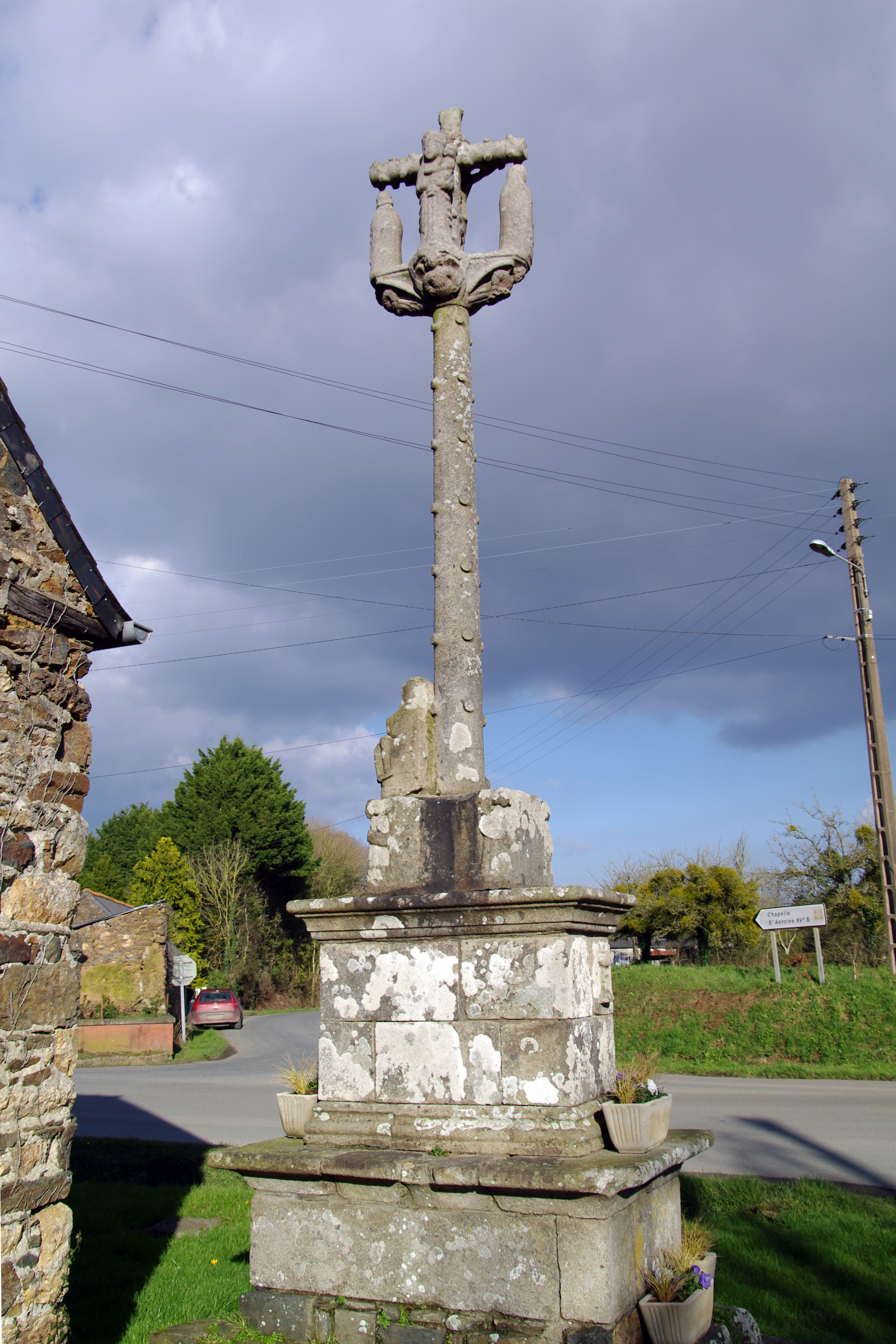
Croix du XVIIIe siècle.
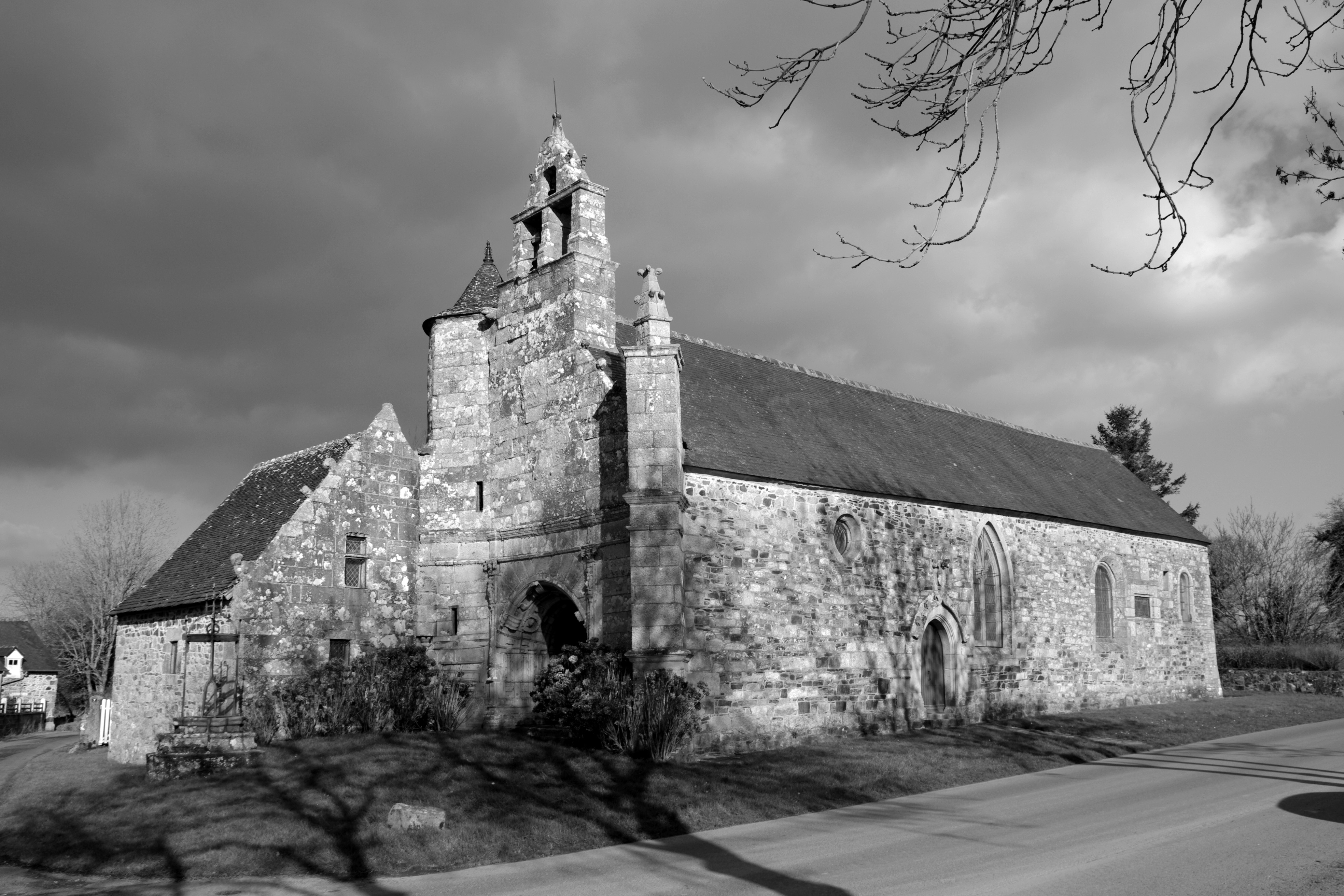
Chapelle Saint-Antoine.

## Personnalités liées à la commune
- Hippolyte Tréhiou (1880-1941), évêque de Vannes, est né à Tressignaux